# A Holly Jolly Christmas

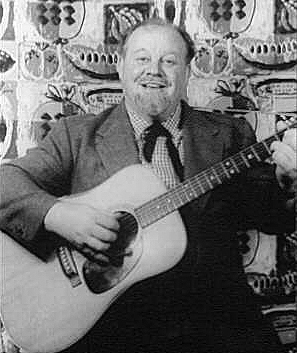
Burl Ives (1909-1995), che interpretò per primo la canzone nel 1964

A Holly Jolly Christmas, conosciuta anche come Have a Holly Jolly Christmas, è un'allegra canzone natalizia statunitense, scritta da Johnny Marks (1907-1985) e cantata originariamente da Burl Ives (1909-1995) nel 1964 nello speciale televisivo a cartoni animati "Rudolph, la renna dal naso rosso".

Lo stesso Ives incise poi il singolo ed incluse la canzone nel suo album del 1965 Have a Holly Jolly Christmas.
Il brano, inciso poi da numerosi altri cantanti, è stabilmente nella lista delle 25 canzoni natalizie più eseguite stilata dall'ASCAP. Figura inoltre le canzoni natalizie più eseguite nel XX secolo.

## Testo
Il brano invita ad avere un Natale allegro (jolly) e gioioso, in cui la felicità di porterà a fare un brindisi, a salutare chiunque passi per la strada (conoscenti e non) e a dare a qualcuno un bacio sotto il vischio.

## Classifiche
Versione di Burl Ives
| Classifica (2019-23) | Posizione massima |
| -------------------- | ----------------- |
| Australia            | 11                |
| Canada               | 6                 |
| Nuova Zelanda        | 15                |
| Regno Unito          | 42                |
| Stati Uniti          | 4                 |
| Svizzera             | 24                |